# Hozjan
Hozjan je 134. najbolj pogost priimek v Sloveniji, ki ga je po podatkih SURS-a na dan 1. januarja 2010 uporabljalo 1126 oseb.

## Znani nosilci priimka
- Andrej Hozjan (*1964), zgodovinar, univ. profesor
- Daniel Hozjan (1962-2023), slovenski častnik
- Danijela Hozjan, ljubiteljska kulturnica (Lendava), ZKDS
- Dejan Hozjan (*1977), strok. za menedžment v izobraževanju
- Franc Hozjan, duhovnik
- Jernej Hozjan, zgodovinar (usnjarstva)
- Jože Hozjan, duhovnik (beltinški župnik)
- Jožica Hozjan (*1983), atletinja, tekačica na 1500 m
- Marko Hozjan, podjetnik, ustanovitelj navtične šole
- Martin Hozjan (1949-2016), izseljenski narodni delavec v ZDA
- Slavko Hozjan (*1956), filozof, publicist
- Štefan Hozjan (1894-1949), vojaški pilot
- Tomaž Hozjan, gradbenik, prof. FGG
- Vladimir (Vlado) Hozjan, Borovo gostüvanje (Prekmurje)